# Młynisko (powiat wieluński)
Młynisko – wieś w Polsce położona w województwie łódzkim, w powiecie wieluńskim, w gminie Biała.
Na teren prywatnej posiadłości z Wielunia w 2019 roku przeniesiono pomnik „Pogromcom hitleryzmu”.
W latach 1954–1968 wieś należała i była siedzibą władz gromady Młynisko, po jej zniesieniu w gromadzie Biała. W latach 1975–1998 miejscowość administracyjnie należała do województwa sieradzkiego.